# Campionati del mondo di atletica leggera 2022 - Salto con l'asta maschile
Le gare del salto con l'asta maschile dei Campionati del mondo di atletica leggera 2022 si sono svolte tra il 22 e il 24 luglio.

## Podio
| Pos.    | Atleta             | Nazionalità | Prestazione |
| ------- | ------------------ | ----------- | ----------- |
| Oro     | Armand Duplantis   | Svezia      | 6,21 m      |
| Argento | Chris Nilsen       | Stati Uniti | 5,94 m      |
| Bronzo  | Ernest John Obiena | Filippine   | 5,94 m      |

## Situazione pre-gara

### Record
Prima di questa competizione, il record del mondo (RM) e il record dei campionati (RC) erano i seguenti.
| Record                | Prestazione | Atleta                  | Data                           | Competizione         |
| --------------------- | ----------- | ----------------------- | ------------------------------ | -------------------- |
| Record mondiale       | 6,20 m      | Armand Duplantis Svezia | 20 marzo 2022 Belgrado, Serbia | Mondiali indoor 2022 |
| Record dei campionati | 6,05 m      | Dmitri Markov Australia | 9 agosto 2001 Edmonton, Canada | Mondiali 2001        |

### Campioni in carica
I campioni in carica a livello mondiale e olimpico erano:
| Campione | Atleta                    | Prestazione | Data                          | Competizione   |
| -------- | ------------------------- | ----------- | ----------------------------- | -------------- |
| Olimpico | Armand Duplantis Svezia   | 6,02 m      | 3 agosto 2021 Tokyo, Giappone | Olimpiadi 2021 |
| Mondiale | Sam Kendricks Stati Uniti | 5,97 m      | 1 ottobre 2019 Doha, Qatar    | Mondiali 2019  |

### La stagione
Prima di questa gara, gli atleti con le migliori tre prestazioni dell'anno erano:
| Pos. | Atleta                   | Prestazione | Data                                             |
| ---- | ------------------------ | ----------- | ------------------------------------------------ |
| 1    | Armand Duplantis Svezia  | 6,16 m      | 30 giugno 2022 Stoccolma, Svezia                 |
| 2    | Chris Nilsen Stati Uniti | 6,00 m      | 6 maggio 2022 Sioux Falls, Stati Uniti d'America |
| 3    | Thiago Braz Brasile      | 5,93 m      | 30 giugno 2022 Stoccolma, Svezia                 |

## Risultati

### Qualificazioni
Qualificazione: gli atleti che raggiungono i 5,80 m (Q) o le migliori 12 misure (q) avanzano alla finale.
| Pos. | Gruppo | Atleta                | Nazionalità    | 5,30 | 5,50 | 5,65 | 5,75 | Misura | Note                                     |
| ---- | ------ | --------------------- | -------------- | ---- | ---- | ---- | ---- | ------ | ---------------------------------------- |
| 1    | A      | Armand Duplantis      | Svezia         | –    | –    | o    | o    | 5,75   | q                                        |
| 1    | A      | Chris Nilsen          | Stati Uniti    | –    | o    | o    | o    | 5,75   | q                                        |
| 1    | B      | Oleg Zernikel         | Germania       | –    | o    | o    | o    | 5,75   | q                                        |
| 4    | A      | Thiago Braz           | Brasile        | –    | o    | xxo  | o    | 5,75   | q                                        |
| 5    | B      | Ben Broeders          | Belgio         | –    | o    | o    | xo   | 5,75   | q                                        |
| 6    | B      | Ernest John Obiena    | Filippine      | –    | xo   | o    | xo   | 5,75   | q                                        |
| 6    | B      | Ersu Şaşma            | Turchia        | o    | o    | xo   | xo   | 5,75   | q                                        |
| 8    | A      | Renaud Lavillenie     | Francia        | –    | –    | xxo  | xo   | 5,75   | q                                        |
| 9    | A      | Bo Kanda Lita Baehre  | Germania       | –    | o    | xo   | xxo  | 5,75   | q                                        |
| 9    | B      | Menno Vloon           | Paesi Bassi    | o    | xo   | o    | xxo  | 5,75   | q                                        |
| 9    | A      | Pål Haugen Lillefosse | Norvegia       | –    | o    | xo   | xxo  | 5,75   | q                                        |
| 9    | B      | Sondre Guttormsen     | Norvegia       | –    | –    | xo   | xxo  | 5,75   | q                                        |
| 13   | A      | Rutger Koppelaar      | Paesi Bassi    | –    | o    | o    | xxx  | 5,65   |                                          |
| 14   | A      | Hussain Al-Hizam      | Arabia Saudita | xo   | o    | o    | xxx  | 5,65   | Miglior prestazione personale stagionale |
| 15   | B      | Seito Yamamoto        | Giappone       | o    | o    | xo   | xxx  | 5,65   |                                          |
| 15   | B      | Simen Guttormsen      | Norvegia       | o    | o    | xo   | xxx  | 5,65   |                                          |
| 17   | B      | Luke Winder           | Stati Uniti    | xo   | o    | xo   | xxx  | 5,65   |                                          |
| 18   | A      | Thibaut Collet        | Francia        | –    | o    | xxo  | xxx  | 5,65   |                                          |
| 19   | A      | Harry Coppell         | Regno Unito    | o    | o    | xxx  |      | 5,50   |                                          |
| 19   | B      | Mikko Paavola         | Finlandia      | o    | o    | xxx  |      | 5,50   |                                          |
| 19   | A      | Piotr Lisek           | Polonia        | –    | o    | xxx  |      | 5,50   |                                          |
| 22   | A      | Emmanouīl Karalīs     | Grecia         | –    | xo   | xxx  |      | 5,50   |                                          |
| 22   | A      | Tommi Holttinen       | Finlandia      | o    | xo   | xxx  |      | 5,50   | Miglior prestazione personale stagionale |
| 24   | B      | Huang Bokai           | Cina           | –    | xxo  | xxx  |      | 5,50   |                                          |
| 24   | B      | Robert Sobera         | Polonia        | –    | xxo  | xxx  |      | 5,50   |                                          |
| 24   | A      | Kurtis Marschall      | Australia      | –    | xxo  | xxx  |      | 5,50   |                                          |
| 27   | A      | Robert Renner         | Slovenia       | xo   | xxo  | xxx  |      | 5,50   |                                          |
| 28   | A      | Germán Chiaraviglio   | Argentina      | xo   | xxx  |      |      | 5,30   |                                          |
|      | B      | Andrew Irwin          | Stati Uniti    | xxx  |      |      |      | nm     |                                          |
|      | B      | Augusto Dutra         | Brasile        | –    | xxx  |      |      | nm     |                                          |
|      | A      | Torben Blech          | Germania       | xxx  |      |      |      | nm     |                                          |
|      | B      | Valentin Lavillenie   | Francia        | –    | xxx  |      |      | nm     |                                          |

### Finale
| Pos.    | Atleta                | Nazionalità | 5,55 | 5,70 | 5,80 | 5,87 | 5,94 | 6,00 | 6,06 | 6,21 | Misura | Note                                     |
| ------- | --------------------- | ----------- | ---- | ---- | ---- | ---- | ---- | ---- | ---- | ---- | ------ | ---------------------------------------- |
| Oro     | Armand Duplantis      | Svezia      | –    | o    | –    | xo   | o    | o    | o    | xo   | 6,21   | Record mondiale                          |
| Argento | Chris Nilsen          | Stati Uniti | o    | o    | o    | xo   | o    | xxx  |      |      | 5,94   |                                          |
| Bronzo  | Ernest John Obiena    | Filippine   | o    | xo   | o    | o    | xo   | xxx  |      |      | 5,94   | Record asiatico                          |
| 4       | Thiago Braz           | Brasile     | o    | o    | xo   | o    | xx–  | x    |      |      | 5,87   |                                          |
| 5       | Oleg Zernikel         | Germania    | o    | o    | o    | xo   | xxx  |      |      |      | 5,87   | Miglior prestazione personale            |
| 5       | Renaud Lavillenie     | Francia     | –    | o    | –    | xo   | xxx  |      |      |      | 5,87   | Miglior prestazione personale stagionale |
| 7       | Bo Kanda Lita Baehre  | Germania    | xo   | xo   | xxo  | xxo  | xxx  |      |      |      | 5,87   |                                          |
| 8       | Ersu Şaşma            | Turchia     | xo   | xo   | o    | xxx  |      |      |      |      | 5,80   | =                                        |
| 9       | Pål Haugen Lillefosse | Norvegia    | o    | –    | xo   | xxx  |      |      |      |      | 5,80   |                                          |
| 10      | Sondre Guttormsen     | Norvegia    | o    | o    | xxx  |      |      |      |      |      | 5,70   |                                          |
| 11      | Ben Broeders          | Belgio      | xxo  | o    | xxx  |      |      |      |      |      | 5,70   |                                          |
|         | Menno Vloon           | Paesi Bassi | xxx  |      |      |      |      |      |      |      | nm     |                                          |